# Aina Rado
Aina Sebastiana Rado Ferrando (Santañí, Baleares, 9 de agosto de 1947-¿?, 25 de abril de 2017) fue una maestra y política española.
Fue presidenta del Parlamento de las Islas Baleares entre el 1 de marzo de 2010 y el 7 de junio de 2011. Sustituyó en el cargo a María Antonia Munar, quien dimitió tras su imputación en el caso Maquillaje y fue sucedida por Pere Rotger al comienzo de la IX Legislatura de las Islas Baleares (2011-2015).
Maestra de profesión, perteneció al PCE y, tras abandonar este partido, fue dirigente de FETE-UGT durante más de diez años. Se afilió al PSOE en 1998 y entre 1999 y 2003 fue consejera en el Consejo Insular de Mallorca y directora general de Menores del Gobierno de las Islas Baleares. Durante la VII Legislatura de las Islas Baleares (2003-2007) continuó como consejera insular, además de formar parte del grupo socialista del Parlamento de las Islas Baleares. En las elecciones de 2007 fue reelegida diputada por la circunscripción de Mallorca en las listas del PSOE, ocupando la vicepresidencia de la cámara autonómica hasta la dimisión de María Antonia Munar, su predecesora en el cargo.
Además, fue secretaria de Igualdad de la federación mallorquina del PSIB-PSOE entre 2000 y 2004. De su paso por dicho cargo, cabe destacar la creación de los Premios María Plaza, entregados anualmente por esta institución.
El martes 25 de abril de 2017, falleció a los 70 años de edad.